# Qulleq
Qulleq, Qutdleq o Kutdlek és una illa deshabitada de la Costa del Rei Frederic VI, al municipi de Sermersooq, al sud de Groenlàndia.

## Geografia
Qulleq és una illa de forma irregular que es troba a la costa sud-est de Groenlàndia. Es troba a 5,5 km de la costa de la desembocadura del fiord Anorituup Kangerlua, al nord-nord-est del cap Tordenskjold i al nord-est de Nuuk Point.
Qulleq és l'illa més gran i més meridional d'un petit arxipèlag de quatre illes principals, sent les altres Qipinnguak, Takisoq i Qeqertarsuaq. L'illa fa 6 quilòmetres de llargada per 2,8 d'amplada màxima.

## Història
A la costa sud de l'illa hi ha Qutsigsormiut, un important jaciment arqueològic paleoesquimal. Es troba al costat d'una badia orientada al sud coneguda com Qulleq Sound que forma un port natural protegit.